# Syllepte illustralis
Syllepte illustralis là một loài bướm đêm trong họ Crambidae.